# Den stora lögnen (1941)
Den stora lögnen (originaltitel: The Great Lie) är en amerikansk dramafilm från 1941 i regi av Edmund Goulding. Filmen hade svensk premiär den 29 januari 1942. Mary Astor vann en Oscar för bästa kvinnliga biroll för sin rollinsats.
Filmen bygger på en bok av Polan Banks, The Far Horizon från 1936.

## Rollista i urval
- Bette Davis - Maggie Patterson Van Allen
- George Brent - Peter "Pete" Van Allen
- Mary Astor - Sandra Kovack
- Lucile Watson - Aunt Ada Greenfield
- Hattie McDaniel - Violet
- Grant Mitchell - Joshua "Josh" Mason